# Thomas McKeown
Thomas McKeown (2 november 1912 - 13 juni 1988) was een Britse arts, sociaal geneeskundige en historicus van de geneeskunde. Op basis van demografische gegevens uit Engeland en Wales stelde McKeown dat de bevolkingsgroei sinds het einde van de achttiende eeuw was toe te schrijven aan een verhoging van de levensstandaard, in het bijzonder dankzij betere voeding, pas later door betere hygiëne en maatregelen in de volksgezondheid, en slechts in geringe mate dankzij betere geneeskunde. Deze stellingen werden bekend als de McKeown-these.

## Biografie
McKeown werd geboren in Portadown, Noord-Ierland en verhuisde met zijn ouders naar Vancouver, Canada. Zijn ouders waren William McKeown en Mathilda (Duff) McKeown.
McKeown studeerde eerst af in de fysiologie aan de University of British Columbia (1932) en haalde zijn eerste doctorstitel aan de McGill University (1935) voordat hij terugging naar Engeland om aan de Universiteit van Oxford te studeren waar hij in 1938 een doctorstitel haalde. Tijdens de Tweede Wereldoorlog studeerde hij geneeskunde aan de London University waar hij in 1942 een Bachelor in Surgery haalde ('doctoraalexamen'). Van 1945 tot zijn pensioen in 1977 was hij hoogleraar sociale geneeskunde aan de University of Birmingham. Daarna haalde hij er zijn artsexamen in 1947. Hij was adviseur voor de Wereldgezondheidsorganisatie, de Josiah Macy Foundation, het Commonwealth Fund en de Rockefeller Foundation.
Hij was gehuwd met Esmé Widdowson, met wie hij een zoon en een dochter kreeg. Hij stierf in 1988.

## Wetenschappelijke bijdrage

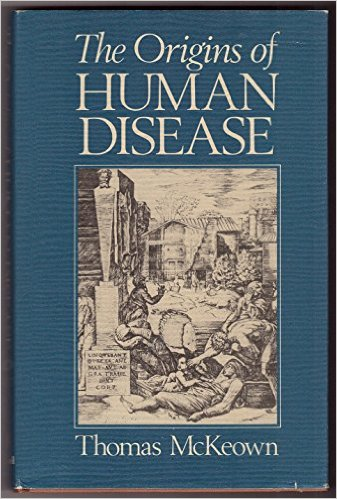
Figuur 1: Thomas McKeown. The Origins of Human Disease. Oorspronkelijke kaft, Basil Blackwell/Oxford, 1988.

McKeown ontwikkelde zijn theorie tussen 1955 tot kort voor zijn dood in 1988. De grondgedachten van zijn theorie staan in vier belangrijke artikelen die werden gepubliceerd in het wetenschappelijke tijdschrift Population Studies, een boek over Medicine in Modern Society (Geneeskunde in de Moderne Samenleving) uit 1965, en een leerboek (met C.R. Lowe) An Introduction to Social Medicine (Inleiding tot de Sociale Geneeskunde) uit 1966.
Deze publicaties trokken weinig aandacht buiten academische kringen, totdat hij zijn ideeën samenvoegde in twee spraakmakende boeken: The Modern Rise of Population (De Hedendaagse Groei van de Bevolking) en, met steun van een Rock Carling Fellowship van de Nuffield Trust, een lezing met de provocerende titel The Role of Modern Medicine: Dream, Mirage or Nemesis? (De Rol van de Moderne Geneeskunde: Droom, Luchtspiegeling of Teloorgang?)
In zijn laatste boek, The Origins of Human Disease (De Oorsprong van Ziektes bij Mensen), dat kort na zijn dood in 1988 werd gepubliceerd, vond hij een mildere toon om zijn relativerende kritiek te uiten op de geneeskunde en gezondheidszorg. Hierin vond hij de juiste balans tussen een antwoord op terechte kritiek op de grenzen van zijn these, zonder mededogen voor misplaatste kritiek.
McKeown stelde vier destijds gangbare theorieën ter discussie over de groei van de westerse bevolking sinds de 18e eeuw:
1. Volgens McKeown kon de bevolkingsexplosie in de 19de eeuw niet worden toegeschreven aan een toename van de vruchtbaarheid, maar wel aan een daling van de sterfte, in het bijzonder aan een daling van de kindersterfte, gevolgd door een daling van de baby-sterfte,[3][5]
2. De daling van de sterfte hangt samen met de toegenomen levensstandaard, in het bijzonder dankzij verbetering van de voedingstoestand met een hogere weerstand tegen infecties,
3. Een van zijn meest controversiële ideeën was dat hij stelde dat de bijdrage van maatregelen in de volksgezondheid gering was en pas later, in de 20ste eeuw, van enige betekenis werd zoals hygiënische maatregelen (riool, waterleiding), vaccinatie en quarantaine,[4]
4. De felle discussies die zijn publicaties over de ‘McKeown these’ opriepen overschaduwden zijn wellicht belangrijkste en tot nu toe onweerlegde these dat de curatieve geneeskunde op bevolkingsniveau geen aantoonbaar effect heeft op de daling van de sterfte, toen niet[3] en nog steeds niet.[6]

## Invloeden en kritiek
De geruchtmakende publicatie van The Modern Rise of Population in 1976 leidde direct tot felle kritiek van demografen, maar kreeg ook lof van critici uit de gezondheidszorg. In de jaren 1970, een tijdperk waarin vrijwel elk onderdeel van de gevestigde sociale, economische en culturele orde aan de kaak werd gesteld, vond McKeown een ontvankelijk gehoor bij andere critici van de gezondheidszorg zoals bij Ivan Illich, Richard Wilkinson en Kate Pritchett. Hoewel McKeown nog maar weinig aanhangers heeft onder artsen en epidemiologen, geniet hij meer bekendheid onder economen, zoals de Nobelprijs-winnaar Angus Deaton die McKeown beschouwt als 'de vader van de sociale geneeskunde'.
Het is opmerkelijk dat het werk van McKeown, zelfs jaren na zijn publicaties en zijn dood in 1988, nog steeds aanleiding geeft tot kritiek, soms verhuld in milde gemeenplaatsen: 'Zijn grote verdienste was dat hij de juiste vragen stelde. Hij gaf niet altijd het beste antwoord'
Andere critici verwezen zijn gehele oeuvre naar de schroothoop met het argument dat het 'grotendeels is weerlegd door later onderzoek'. Deze kritiek leidde overigens meteen tot felle tegenantwoorden van voorstanders van McKeowns these. Het is juist dat McKeown herhaaldelijk heeft opgeroepen om kritisch te denken over de volksgezondheid, medische zorg en sociaal-medisch beleid. Hij was er zich zeer van bewust dat zijn kritiek mogelijk politieke en financiële consequenties zou hebben. Echter hebben zowel voor- als tegenstanders uit vele politieke richtingen zijn ideeën verkeerd overgenomen voor eigen bestwil. Of zoals een commentator treffend zijn voor- en tegenstanders kenschetste:
“Desondanks hebben zij (en zij waren bij lange na niet alleen) altijd een McKeown-kapstok gehad waaraan zij hun hoed konden hangen, terwijl anderen behoefte hadden aan een McKeown-schietschijf waarop ze hun pijltjes konden mikken”
Dezelfde commentator vond dat de hele discussie die McKeown opriep inmiddels gedateerd is:
“Misschien is het tijd dat de hele cyclus van these, anti-these, en synthese wel zo’n beetje op is, en om het hele ‘McKeown-debate’ een waardige begrafenis te geven en om ons met andere zaken bezig te houden.”
Ondanks deze oproep om te stoppen met het McKeown-debat, kent zijn werk nog steeds enthousiaste aanhangers en felle tegenstanders, zelfs binnen de muren van zijn eigen universiteit.
Wat het nog ingewikkelder maakt om McKeowns werk op waarde te schatten, is dat hij zijn ideeën zelf in de loop der jaren heeft ontwikkeld en aangepast, vanaf zijn eerste publicatie in 1934 tot zijn laatste boek over The Origins of Human Disease in 1988. In dit laatste boek pikte McKeown nogmaals de thema’s op die hij in zijn eerdere publicaties had beschreven, maar hij reageerde hierin ook op eerdere critici en heeft hij hun argumenten overgenomen wanneer ze gelijk hadden. Bovendien waren veel van zijn eerdere provocatieve ideeën in 1988 inmiddels gangbare kennis. In het bijzonder het werk van de economen en Nobelprijs-laureaten Robert W. Fogel (1993) en Angus Deaton (2015) hebben sterk bijgedragen aan de huidige herwaardering van McKeown’s these:
“McKeown’s visie, aangepast aan de huidige omstandigheden, is nog steeds van belang in het debat tussen hen die van mening zijn dat gezondheid allereerst wordt bepaald door medische ontdekkingen en medische behandeling en hen die kijken naar de onderliggende maatschappelijke levensomstandigheden.”

## McKeowns these

### Bevolkingsgroei

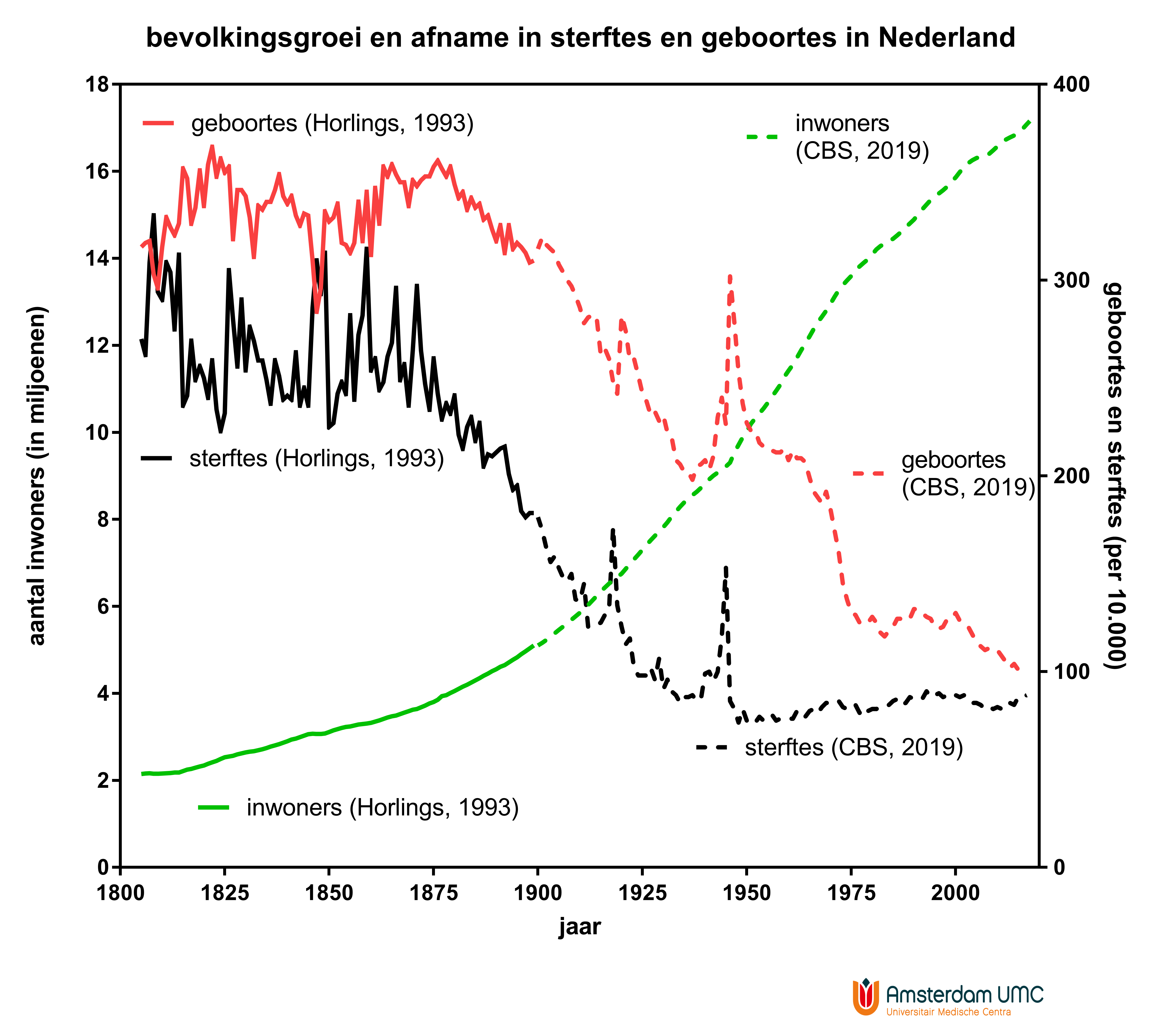
Figuur 2: Bevolkingsgroei en afname van geboorte- en sterftecijfers in Nederland tussen 1807 en 2019. Tot ongeveer 1870 tonen sterfte en geboorte veel pieken en dalen, afhankelijk van perioden van voorspoed, armoede, hongersnood en cholera epidemieën. Vanaf 1870 daalt de sterfte meer dan het geboortecijfer wat heeft geleid tot een bevolkingsexplosie. De sterftepieken in het laatste jaar van zowel de Eerste als de Tweede Wereldoorlog werd het jaar erna gevolgd door een geboortepiek. (Samengevoegde data van Horlings, 1993 en Drukker & van Tassenaar, 1997 voor de 19de eeuw en het CBS vanaf 1900)

#### Sterfte- en geboortepieken
Tegenwoordig zullen nog maar weinig mensen het oneens zijn met McKeowns these dat de bevolkingsgroei vanaf de late 18de eeuw in de westerse wereld hoofdzakelijk kan worden toegeschreven aan een daling van de sterfte en niet aan een toename van de vruchtbaarheid. Maar dat was nog niet het geval bij het verschijnen van zijn boek over “The Modern Rise of Population” in 1976. In een recensie van dat boek werd McKeown ervan beschuldigd dat hij onvoldoende had aangetoond  'dat het de sterfte was die afnam en niet de vruchtbaarheid die toenam waardoor de bevolking groeide'.
De huidige overvloed aan demografische gegevens, zowel historische gegevens uit westerse landen die teruggaan tot het einde van de 18e eeuw, en meer recente gegevens uit ontwikkelingslanden laten vergelijkbare patronen zien waarbij de groei van de bevolking consequent volgt op een daling van geboorte- en sterftecijfers (zie bijvoorbeeld bijgaande Figuur 2: 'Bevolkingsgroei en afname van geboorte- en sterftecijfers in Nederland tussen 1807 en 2019').
In 1981 verscheen een toonaangevende studie van Wrigley en Schofield over de The Population History of England 1541–1871. De studie vormde een enorme stimulans voor de historische demografie; echter, schattingen over geboorte- en sterftecijfers over het pre-industriële tijdperk waren vooral gebaseerd op gegevens uit kerkregisters, waardoor de auteurs de indruk kregen dat de bevolkingsgroei in de 18de eeuw vooral te danken was aan frequente geboortepieken. Maar al in 1974 had Flinn gevonden dat zulke geboortepieken werden voorafgegaan door crisisperiodes met sterk verhoogde sterfte maar, zoals Flinn zorgvuldig beschreef, werden sterfgevallen in zulke crisisperioden niet altijd even zorgvuldig geregistreerd als in tijden van voorspoed. Bovendien, zoals McKeown opmerkte, is het biologisch onverklaarbaar hoe een betere levensstandaard selectief de geboortecijfers begunstigden zonder gelijktijdige daling van de sterfte. Hoewel McKeown weinig genade toonde in zijn oordeel, sneed zijn kritiek wel degelijk hout:
“Ik moet daarbij aantekenen dat ik niet geloof dat gebrekkige gegevens op enige manier bewerkt kunnen worden waardoor ze toch betrouwbaar worden”

#### Acceptatie van McKeowns these over sterftedaling
Tien jaar later waren Schofield en Reher (1991) inmiddels aanzienlijk positiever over McKeown's werk, niet alleen omdat zijn controversiële ideeën een enorme impuls hadden gegeven aan historisch demografisch onderzoek, maar ook omdat duidelijk werd dat hij in grote lijnen gelijk had. De auteurs erkenden dat de demografie in het pre-industriële tijdperk inderdaad gekenmerkt werd door een karakteristiek patroon van afwisselend sterftepieken (epidemieën) gevolgd door geboortepieken. Zij verklaarden de bevolkingsgroei tijdens de overgang tussen het late landbouwtijdperk naar de vroege industriële periode niet zozeer uit een daling van de sterfte maar uit een ‘stabilisatie van de sterfte’ (zoals Flinn in 1974 al had beschreven). Deze vroege demografische transitie, gekenmerkt door een ‘afzwakking van de sterftecrises’ (‘The Attenuation of Mortality Crises’) , begint in Engeland en Wales in de late 18de eeuw en op het Europese vasteland ongeveer een halve eeuw later. Zij vonden dit patroon in strijd met de theorie van McKeown, en nog in 2002 beschouwden critici van McKeown deze demografische controverse als een van zijn vele blunders. Zij begrepen niet, zoals Flinn al in 1971 schreef, dat een ‘stabilisatie van de sterfte’ gevolgd door een ‘daling van zowel de sterfte en geboorte’ complementaire theorieën waren die perfect aansloten bij de door McKeown beschreven invloeden van een steeds hogere levensstandaard (en zoals ook wordt getoond in de Figuur met het beloop van de bevolkingsaantallen, geboorte- en sterftecijfers in Nederland vanaf het pre-industriële tijdperk in de vroege 19de eeuw tot nu).

### Welvaart, voeding en gezondheid

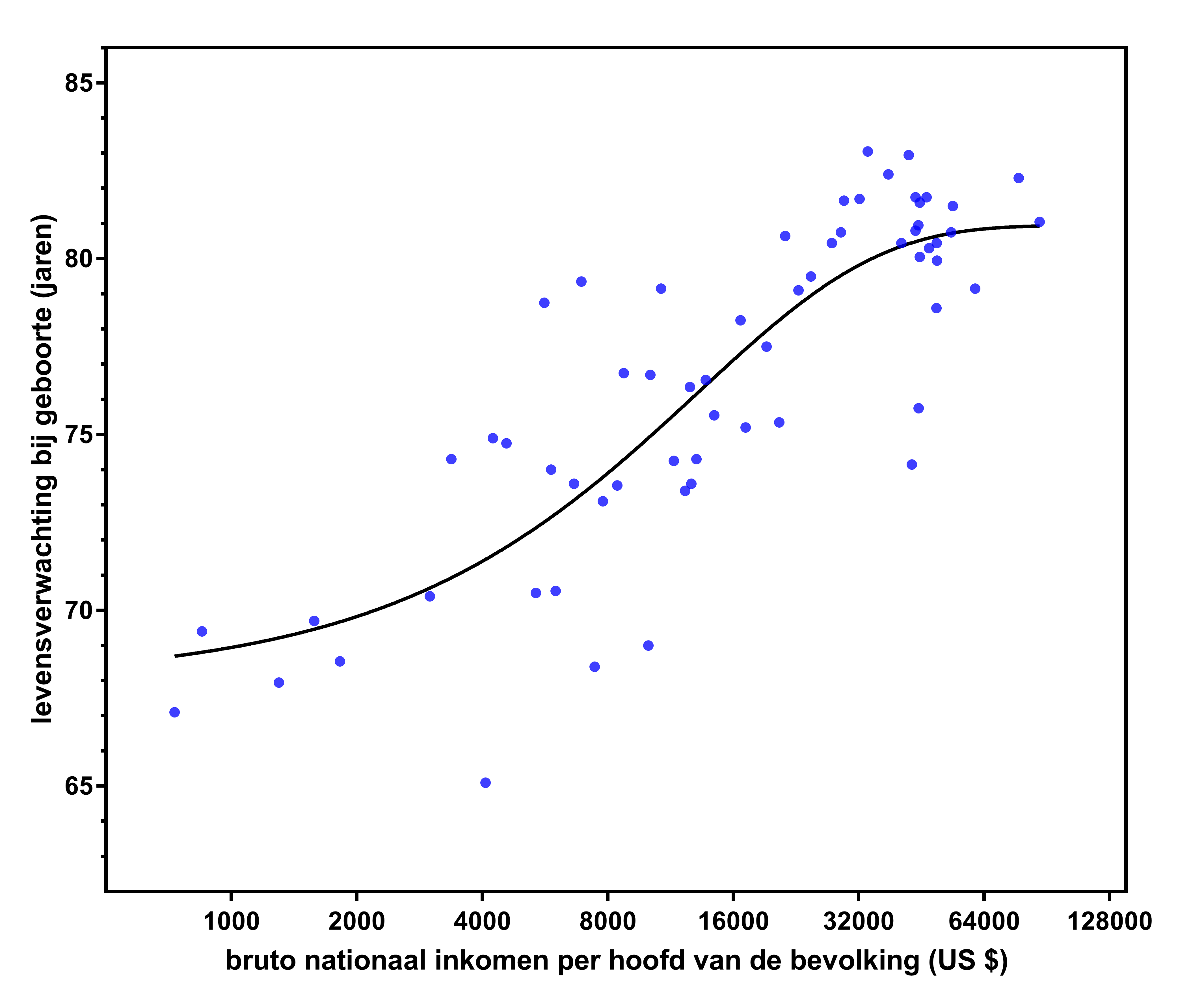
Bruto Nationaal Inkomen per hoofd van de bevolking en de levensverwachting in 59 landen (op een logaritmische schaal; WHO-data uit Klenk e.a., 2016) (AMC-Universiteit van Amsterdam)

#### Levensstandaard en sterftedaling
In de jaren 1970 waren er nog steeds wetenschappers die serieus betwijfelden dat een betere levensstandaard een drijvende kracht was achter de groei van de bevolking, betere gezondheid en een langere levensverwachting. Deze twijfel kwam waarschijnlijk voort uit een idealisering van de levensomstandigheden van prehistorische jagers en verzamelaars, of uit een nostalgische roep naar een idyllisch leven op de boerderij. McKeown die de nadagen van de miserabele woon- en leefomstandigheden in Londen en Birmingham persoonlijk nog gekend heeft, had een scherp oog voor de sociale ellende die de industrialisatie teweegbracht in overbevolkte steden, armoedige woningen, steeds slechtere persoonlijke hygiëne, smerig drinkwater, kinderarbeid en gevaarlijke werkomstandigheden. Hij vroeg zich af waarom de bevolking toch in omvang toenam ondanks deze Dickens-achtige ellende in het vroeg-industriële Engeland en Wales.
Een internationale vergelijking van huidige economieën laat zien dat het gemiddelde inkomen per land en gezondheid nauw verbonden zijn, niet alleen in arme landen, maar ook tussen de rijke landen, waar de levensverwachting haar plafond bereikt lijkt te hebben (zie Angus Deaton, 2013 voor een gedetailleerde discussie).

#### Het uitblijven van de Malthusiaanse catastrofe
In 1798 verscheen An Essay on the Principles of Population van Thomas Malthus waarin hij stelde dat de bevolkingsgroei begrensd werd door de beperking aan bestaansmiddelen; omdat hij aannam dat het land nooit voldoende voedsel zou kunnen produceren om alle monden te voeden, zou bevolkingsgroei onvermijdelijk gevolgd worden door voedselgebrek, verhongering en dood. Deze uiteindelijke fatale ontwikkeling werd bekend als de Malthusiaanse catastrofe.
Dat de westerse bevolking groeide ondanks de vele kwaden van de industrialisatie was een van de belangrijkste argumenten voor McKeown om zoveel belang te hechten aan een van de weinige goede kanten van de vroege industrialisatie: het land bleek daardoor wel in staat om meer en beter voedsel voor de mensen te produceren en te leveren. Flinn (1971) had al voor de pre-industriële 18e eeuw gevonden dat er minder en mildere sterftecrises waren dan in de 17e eeuw, en verklaarde dat door een afname in de prijsschommelingen van voedsel en door minder en mildere perioden van hongersnood dankzij door de Britse overheid gestimuleerde voedselimporten bij mislukte oogsten, en door een overgang van een agrarische monocultuur (graan) naar meer verschillende gewassen (rijst, maïs en boekweit in het zuiden en aardappelen in het noorden). De industrialisatie maakte het verder mogelijk dat voedsel efficiënter kon worden verbouwd, verwerkt en vervoerd.
In 1976 werd McKeown nog kwalijk genomen dat hij onvoldoende had laten zien ‘dat een verbetering van de voeding per hoofd van de bevolking werkelijk plaats had gevonden’. McKeown werd daarbij beschuldigd van slordige methodologie. McKeown was zichzelf maar al te bewust dat zijn theorie destijds maar beperkt met cijfers was onderbouwd, in het bijzonder door het ontbreken van gegevens over de vroege industrialisatie in de 18de eeuw. Hij gaf toe dat hij sommige van zijn conclusies had getrokken volgens het adagium van Sherlock Holmes: “Als je alles wat onmogelijk is hebt uitgesloten, moet dat wat overblijft, hoe onwaarschijnlijk ook, waar zijn”.

#### Bewijzen voor McKeowns these over voeding
Sinds McKeown voor het eerst zijn these naar voren bracht, hebben economische historici aanzienlijk meer gegevens verzameld die McKeown’s these hebben bevestigd. In het bijzonder de gedegen studies naar de technophysio evolution van de econoom en Nobelprijswinnaar Robert Fogel en medewerkers hebben aanzienlijk bijgedragen aan de bevestiging van McKeown’s these. Angus Deaton vatte het in 2013 nog als volgt samen:
"Voeding was duidelijk een deel van het verhaal over de vroege daling van de sterfte. ... Met het begin van de agrarische revolutie begon de [Malthusiaanse] catastrofe zich op te lossen. Het inkomen per hoofd van de bevolking nam toe, en misschien bestond er voor het eerst in de geschiedenis de mogelijkheid tot een toenemende verbetering van de voedingstoestand. Betere voeding maakte mensen langer en sterker, waardoor de productiviteit verder toenam. ... Langere en beter gebouwde mensen leefden langer en beter gevoede kinderen liepen minder risico om te sterven en waren beter bestand tegen ziekte."

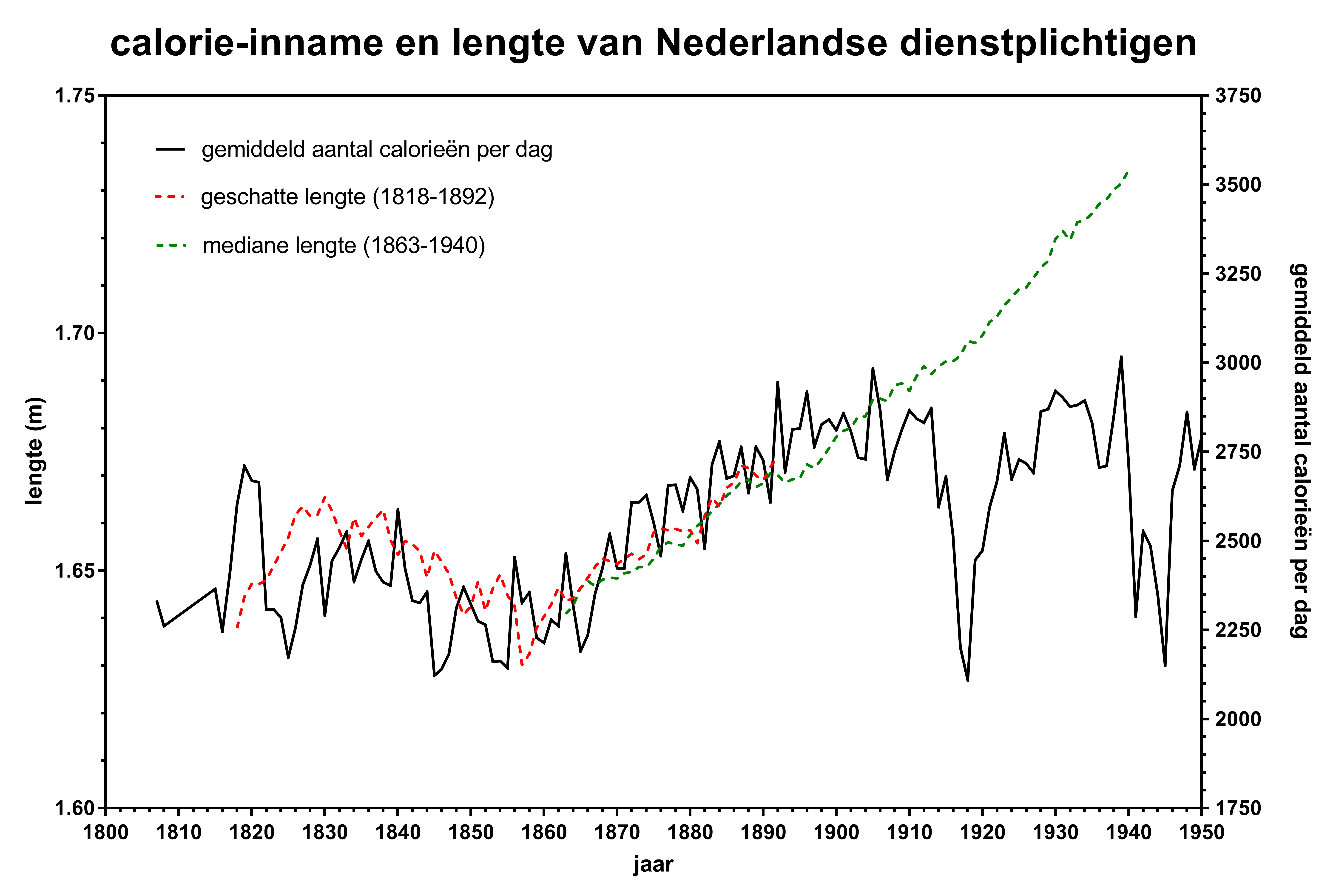
Gemiddelde inname van calorieën en lichaamslengte van Nederlandse recruten tussen 1807 en 1945 (naar Knibbe, 2007)

De Nederlandse historicus van de economie Martijn Knibbe (2007) combineerde fysiologische indicatoren voor gezondheid met economische data en vond een sterke samenhang tussen voedselinname, voedingsprijs en gezondheid in Nederland gedurende de 19de eeuw. Zo vond hij een consistente samenhang tussen inname van calorieën en lichaamslengte van Nederlandse dienstplichtigen tussen 1807 en de late 19de eeuw (zie Figuur).Tot 1898 vond Knibbe dat de schommelingen in de beschikbaarheid van voedsel met een vertraging van enkele jaren af te zien was aan gelijke schommelingen in de lichaamslengte van de recruten. Na 1898 liepen de curven uiteen: ondanks stabilisatie van de voedingsopname, namen zowel de lichaamslengte en de levensverwachting toe tot 1940. Deze laatste ontwikkeling ondersteunt opnieuw McKeown’s vermoeden dat maatregelen in de volksgezondheid vanaf het begin van de 20ste eeuw de welstand van de bevolking verder bevorderden.
Bernard Harris e.a. (2010), uit de groep van Robert Fogel, vonden een vrijwel identiek verband in Engeland en Wales tussen enerzijds toename van het besteedbare inkomen en hoeveelheid en kwaliteit van de voeding en anderzijds stijging van de levensverwachting: een geleidelijke toename in de 18de eeuw en eerste helft 19de eeuw, en een forse stijging van 1850 tot 1914.
Hoewel een sterke samenhang tussen de schommelingen in de inname van calorieën en lichaamslengte of levensverwachting geen bewijs is dat voeding de enige reden is voor de sterftedaling, maakt het wel erg waarschijnlijk dat voeding een noodzakelijke eerste voorwaarde is. Of zoals Angus Deaton concludeerde (page 92):
“Het lijdt geen twijfel dat voeding is verbeterd en dat mensen groter, sterker en gezonder zijn geworden. Maar uitsluitend betere voeding kan de daling in de kindersterfte niet volledig verklaren. Een dergelijke benadering onderschat het belang van een directe bestrijding van ziektes, en het richt zich te veel op de unieke rol van de markteconomie en te weinig op de collectieve en politieke inspanningen die hebben bijgedragen aan de bestrijding van ziektes.”

### Hygiëneen volksgezondheid

#### Voeding of sanitaire revolutie?
Met de grote nadruk op meer en betere voeding als de belangrijkste reden van de sterftedaling riep McKeown het verwijt over zich af dat hij te simplistisch en onvolledig was ten aanzien van andere factoren die hebben bijgedragen aan verbetering van de gezondheid en het welzijn van de bevolking. In het bijzonder met zijn twee publicaties uit 1976 riep hij veel reacties op, maar bevorderde daarmee ook het wetenschappelijk onderzoek in de demografie, epidemiologie en volksgezondheid.
Dit mondde onder andere uit in een spraakmakende internationale conferentie over ‘Medicine and the Decline of Mortality’ (Geneeskunde en de Afname van de Sterfte) in Paris van 22 tot en met 25 juni 1988; een bundeling van presentaties in The Decline of Mortality in Europe (1991) (De Afname van de Sterfte in Europa) is nog steeds een klassieker voor historische demografen en voor historici van de geneeskunde. Ondanks de kritieken op McKeown’s these, waren de congresbijdragen inmiddels aanzienlijk milder van toon dan vijftien jaar eerder. De meeste auteurs erkenden inmiddels het verband tussen een betere levensstandaard en afname van de sterfte, zowel in het 19de-eeuwse Europa als in de huidige ontwikkelingslanden. Er werd ook niet langer meer over getwijfeld dat het wegnemen van voedselgebrek een voorwaarde is voor een afname van de sterfte. Wel was er meer aandacht voor andere verbeteringen die samenhangen met een verbeterde levensstandaard, zoals sanitaire maatregelen. Veel studies brachten overtuigende argumenten dat maatregelen in de volksgezondheid toenemend aan belang wonnen vanaf het einde van de 19de eeuw, zoals verbeterde huisvesting, schoon water, riolering en vuilverwerking, vaccinatie en gezondheidseducatie, en een verbeterde persoonlijke hygiëne en gezondheidsbesef. Inmiddels erkende McKeown zelf ook het belang van deze maatregelen in de volksgezondheid in de 20ste eeuw in zijn The Origins of Human Disease.
Toch bleven er onophoudelijk critici die het het McKeown kwalijk namen dat hij de rol van maatregelen in de volksgezondheid onvoldoende had erkend. Een taalkundig probleem, zoals ook door Simon Szreter werd benoemd (2002), is dat de reikwijdte van Volksgezondheid slecht is afgegrensd, enerzijds van het schemergebied met de verantwoordelijkheden van de overheid ten aanzien van huisvesting en infrastructuur (riolering, waterleiding), en anderzijds van door artsen beoefende geneeskunde. Dat de Britse geneeskundigen zich in 2007 alweer hadden opgesloten in de betonnen torens van het ziekenhuis werd duidelijk uit een enquête onder de lezers van de British Medical Journal. In deze door de farmaceutische industrie gesponsorde enquête werd de lezers gevraagd om de grootste medische mijlpaal te kiezen uit 15 medische doorbraken sinds 1840; de overgrote meerderheid koos de ‘sanitaire revolutie’ als de belangrijkste medische mijlpaal, belangrijker nog dan de ontdekking van antibiotica en vaccins. Opvallend was dat ‘betere voeding’ niet eens tot de keuzemogelijkheden behoorde, mogelijk omdat de BMJ-redactie vond dat de zorg voor goede voeding geen zaak is voor artsen of de farmaceutische industrie. Maar artsen waren evenmin betrokken bij de 'sanitaire revolutie', bijvoorbeeld bij de bouw van waterleiding, riolering en vuilverwerking.

#### McKeown en de 'afbraak' van de volksgezondheid
McKeown was geen politicus. Het was tamelijk absurd dat hij verantwoordelijk werd gehouden voor ‘de praktische ontmanteling van de volksgezondheid gedurende de laatste twee decennia van de 20ste eeuw’. McKeown was juist actief betrokken bij een effectieve organisatie van de medische zorg in Groot-Brittannië, en was een veelgevraagde adviseur van de Wereld Gezondheids Organisatie. Maar hij was, evenals zijn collega en vriend Archie Cochrane, uiterst kritisch over de wildgroei aan volksgezondheidsmaatregelen waarvan het effect niet van tevoren waren onderzocht en over dure medische behandelingen waarvan de werking onvoldoende getest was. Maar in geen enkele van zijn vele publicaties, rapporten en boeken over de Volksgezondheid pleit hij voor een ontmanteling van de (Britse nationale) gezondheidszorg-organisatie, en nergens pleitte hij ervoor dat gezondheidszorg moest worden overgelaten aan de vrije markt.

### Tuberculoseen de geringe rol van curatieve gezondheidszorg
McKeown bleef ongewijzigd kritisch op de overschatte bijdrage van medische interventies aan de vermindering van de sterfte, en de daardoor onderschatte en verwaarloosde rol van de veel belangrijkere sociaal-economische factoren en preventieve maatregelen. Dit ondanks felle kritieken uit de gevestigde medische orde, zoals van Peter Medawar, Nobelprijswinnaar en nestor van de Britse geneeskunde, die McKeown ondanks zijn respectabele leeftijd uitmaakte voor een 'enfant terrible', en zijn werk afdeed als 'rotzooi' (bunk). Vervolgens schreef Medawar hem uitspraken toe die McKeown nooit gedaan heeft, en noemde hij voorbeelden van medische successen die hij, in tegenstelling tot wat McKeown steeds heeft gedaan, niet met cijfers heeft onderbouwd.
Onder medische interventies verstond McKeown 'prevention or treatment of disease in the individual' (ISMblz.9). Hij maakte deze these duidelijk aan de hand van de afname van de sterfte van bijna alle infectieziekten sinds de 19de eeuw, ruim voordat vaccinaties na de Tweede Wereldoorlog gangbaar werden en antibiotica op de markt kwamen. Deze these van McKeown is nogal eens verkeerd geïnterpreteerd als ‘therapeutisch nihilisme’; het is een hardnekkig misverstand dat hij zou hebben beweerd dat vaccins en antibiotica niet zouden werken voor het zieke individu. McKeown probeerde duidelijk te maken dat de sterfte aan infecties inmiddels al zo gedaald was dat vaccins en antibiotica geen meetbare bijdrage hebben geleverd aan de daling van de sterfte, de groei van de bevolking en de toename van de levensverwachting.

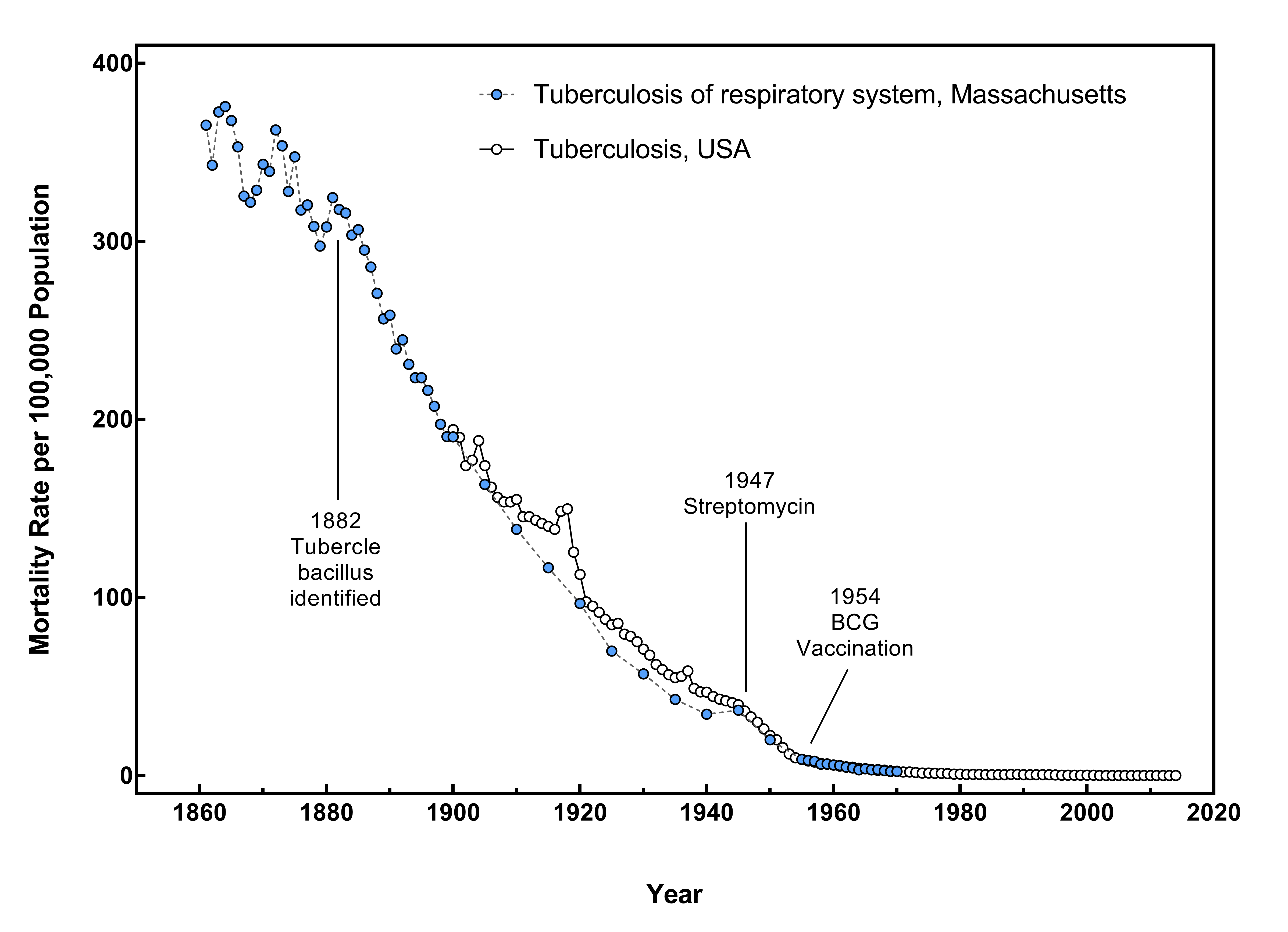
Samengevoegde sterftecijfers door 'tuberculosis of respiratory system' in Massachusetts 1861-1970, en 'tuberculosis' in de Verenigde Staten 1900-2014 (Data afkomstig uit rapporten van de US Census Bureau en CDC-Wonder / the US Center for Disease Control (CDC); AMC-University of Amsterdam, 2017)

Een specifiek voorbeeld dat McKeown vaak gebruikte was de dalende sterfte aan tuberculose in Engeland en Wales sinds de 19de eeuw. (ISM blz. 9; TMRoP, blz. 93; TROM, blz. 81; TOoHD blz. 79). De bijgaande figuur toont een vergelijkbare dalende sterfte aan tuberculose in de Verenigde Staten tussen 1861 en 2014. In 1861 was de sterfte aan tuberculose 365 per 100.000 en was wellicht hoger in de eeuw ervoor, en nam daarna af tot minder dan 0,2 per 100.000 in 2014.
McKeown gebruikte historische cijfers van de sterfte aan tuberculose in Engeland en Wales. Hij liet daarmee zien dat de sterfte aan tuberculose tussen 1848 en 1947 al gedaald was van meer dan 300 sterftes per 100.000 inwoners naar ongeveer 30 per 100.000, een daling van 90%. Pas in 1947 kwam streptomycine op de markt, het eerste effectieve antibioticum tegen de tuberkelbacil; en pas in 1954 werd BCG-vaccinatie bevolkingsbreed ingevoerd. McKeown heeft nooit beweerd dat antibiotica en vaccins niet werken (zoals bv. Peter Medawar beweerde en ook de Nederlandse epidemioloog Johan Mackenbach abusievelijk als uitgangspunt voor zijn proefschrift aannam). Integendeel: al in zijn eerste publicatie over dit onderwerp beschreef McKeown dat de sterfte aan tuberculose versneld daalde na de introductie van streptomycine, in het bijzonder bij volwassenen (de sterfte bij kinderen was al extreem laag)(TRoM, blz. 82-83) Hij berekende dat antibiotica de sterfte aan tuberculose tussen 1948 en 1971 heeft gehalveerd, inderdaad een indrukwekkend effect, maar dat antibiotica en vaccinatie over de hele periode tussen 1848 en 1971 slechts 3,2% hebben bijgedragen aan de sterftedaling.
In de studie van Mackenbach (1988) werd een vergelijkbaar effect van penicilline gevonden op de sterfte na de Tweede Wereldoorlog: een verscherpte sterftedaling voor een aantal specifieke bacteriële infecties, maar zonder aantoonbaar effect op de algehele sterfte. Merkwaardig is dat de Nederlandse onderzoekers hun bevindingen niet zagen als een bevestiging van McKeown’s these maar juist als een bewijs dat McKeown’s these niet zou deugen. Het onaangename van die studie is dat zij een van de weinige is die wordt geciteerd om aan te tonen dat medische interventies toch echt hebben bijgedragen aan de daling van de sterfte en aan de groei van de bevolking. Dezelfde studie had beter gebruikt kunnen worden om McKeowns belangrijkste these te ondersteunen, namelijk dat verbetering van de menselijke levensstandaard, levensstijl en omgeving veel belangrijker zijn voor het verbeteren van de volksgezondheid dan medisch-technische en biomedische interventies:
"Ik geloof dat voor de meeste ziekten geldt dat preventie door beheersing aan de oorsprong zowel goedkoper, humaner, en effectiever is dan interventie door behandeling nadat ziekten zich openbaren." (Thomas McKeown, 1976)

## Boeken
- McKeown, Thomas. Medicine in Modern Society. Medical Planning Based on Evaluation of Medical Achievement. George Allen & Unwin Ltd, London, UK, 1965
- McKeown, Thomas, and Lowe, C.R. An Introduction to Social Medicine. Blackwell Scientific Publications, Oxford and Edinburgh, Uk, 1966.
- McKeown, Thomas. The Modern Rise of Population. London: Edward Arnold, 1976
- McKeown, Thomas. The role of medicine: Dream, mirage or nemesis?. The Rock Carling Fellowship, 1976. The Nuffield Provincial Hospitals Trust, London UK, 1976 report for the Nuffield Trust (free to read)
- McKeown, Thomas. The Origins of Human Disease. Oxford: Basil Blackwell, 1988.